# Andy Sheppard
Andy Sheppard (Warminster, 20 gennaio 1957) è un compositore e sassofonista britannico.
Ha vinto più volte il British Jazz Award e ha lavorato con artisti come Gil Evans, Carla Bley, George Russell, Steve Swallow  e Paolo Fresu.

## Biografia
Ispirato dall'ascolto di John Coltrane decide di a 19 anni di diventare musicista jazz. Entra nel quartetto Sphere alla fine degli anni '70. Negli anni '80 iniziò a farsi conoscere nei pub inglesi ed europei, iniziando a frequentare improvvisatori come Keith Tippett. 
Sempre rimanendo con gli Sphere iniziò a suonare a Parigi, col gruppo francese Lumière e gli Urban Sax.
Il successo arrivò a metà degli anni '80 con la pubblicazione dell'album omonimo che gli valse il premio "Best Newcomer" al British Jazz Awards del 1987, seguito dal premio "Best Instrumentalist Award" nel 1988.

## Discografia
- Andy Sheppard (1987), con Randy Brecker, Dave Buxton, Dave Defries, Paul Dunmall, Nick Evans, Simon Gore, Mamadi Kamara, Pete Maxfield, Orphy Robinson, Rick Smith, Jerry Underwood (Antilles)
- Introductions in the Dark (1989), con David Adams, Dave Buxton, Simon Gore, Mamadi Kamara, Steve Lodder, Pete Maxfield, Orphy Robinson, Chris Watson (Watt)
- Soft on the Inside (1990), con Han Bennink, Chris Biscoe, Dave Buxton, Claude Deppa, Simon Gore, Pete Hurt, Mamadi Kamara, Steve Lodder, Pete Maxfield, Ernst Reijseger, Kevin Robinson, Orphy Robinson, Gary Valente, Mano Ventura
- 66 Shades of Lipstick (1990), con Keith Tippett, prodotto da Robert Fripp
- Bright Moments (1990), con Dolly James, Island Records
- In Co-Motion (1991), con Claude Deppa, Steve Lodder, Sylvan Richardson, Jr., David Adams
- Rhythm Method (1993), con David Adams, Julian Argüelles, Claude Deppa, Steve Lodder, Sylvan Richardson Jr., Kevin Robinson, Ashley Slater, Jerry Underwood, Gary Valente
- Delivery Suite (1994), con David Adams, Julian Argüelles, Claude Deppa, Steve Lodder, Sylvan Richardson Jr., Kevin Robinson, Ashley Slater, Jerry Underwood, Gary Valente
- Inclassifiable (1995) - Andy Sheppard, Steve Lodder and Naná Vasconcelos
- Moving Image (1996) - Andy Sheppard and Steve Lodder, conDudley Philips, Mark Mondesir, Johnny Taylor, Richard Ajileye, Bosco d'Olivera
- Learning to Wave (1998), con Paul Clarvis, Chris Laurence, Steve Lodder, John Parricelli, Sharda Sahai
- Dancing Man & Woman (2000), con Kuljit Bhamra, Paul Clarvis, Steve Lodder, Chris Laurence, John Parricelli, Steve Swallow
- Nocturnal Tourist (2001), con John Parricelli
- Music for a New Crossing (2001) - Andy Sheppard & Kathryn Tickell
- PS (2003) - Andy Sheppard & John Parricelli
- Movements in Colour (2009) con John Parricelli, Eivind Aarset, Arild Andersen & Kuljit Bhamra (ECM)